# (29122) Vasadze
(29122) Vasadze (1982 YR1) – planetoida z pasa głównego asteroid okrążająca Słońce w ciągu 3,85 lat w średniej odległości 2,46 j.a. Odkryta 24 grudnia 1982 roku.